# جادوني
جادوني، (بالإنجليزية: Gadoni)‏، هي بلدية، في مقاطعة نوورو، في إقليم سردينيا الإيطالي، وتقع على بعد حوالي 80 كم (50 ميل) شمال كالياري وحوالي 45 كم (28 ميل) جنوب غرب نوورو. في 31 ديسمبر 2004 ، كان عدد سكانها 949 ومساحة 43.4 كيلومتر مربع (16.8 ميل مربع).

## السكان
في سنة 1861 بلغ عدد السكان 693 نسمة، وتطور العدد ليصل في سنة 2011 لـ 886 نسمة.
يظهر هذا المخطط البياني تطور النمو السكاني لـ جادوني